# Rymosia spinipes
Rymosia spinipes är en tvåvingeart som beskrevs av Johannes Winnertz 1863. Rymosia spinipes ingår i släktet Rymosia och familjen svampmyggor. Arten har ej påträffats i Sverige. Inga underarter finns listade i Catalogue of Life.